# Chris Bart-Williams
Pour les articles homonymes, voir Bart et Williams.
Christopher Gerald Bart-Williams, couramment appelé Chris Bart-Williams, est un footballeur anglais, né le 16 juin 1974, à Freetown en Sierra Leone et mort le 24 juillet 2023. Évoluant d'abord comme milieu de terrain avant de se reconvertir progressivement comme défenseur, il est principalement connu pour ses saisons à Sheffield Wednesday et Nottingham Forest.

## Biographie

### Carrière de joueur
Natif de Freetown en Sierra Leone, il émigre jeune en Angleterre et grandit à Londres, dans le quartier d'Hornsey. Il devient professionnel, en 1991, à 16 ans, en s'engageant avec Leyton Orient. Sheffield Wednesday, qui vient d'accéder à la première division, le repère et l'engage en cours de saison pour un transfert d'un montant de 275 000 £, montant très élevé pour un joueur de son âge.
Malgré son jeune âge et son manque d'expérience au plus haut niveau, il s'impose rapidement en équipe première jouant au poste de milieu offensif. Le 12 avril 1993, il inscrit un coup du chapeau lors d'une victoire 5-2 contre Southampton, le neuvième coup du chapeau de l'histoire de la Premier League.
Avec Wednesday, ses plus hauts faits d'armes sont l'obtention de la 3e place en première division lors de la saison 1991-92, la place de finaliste à la fois en FA Cup en 1993 et en Coupe de la ligue 1993 (perdues les deux fois contre Arsenal) et la participation à la Coupe UEFA 1992-93 (éliminé au 2e tour par Kaiserslautern), ce qui constitue la première campagne européenne du club depuis les années 1960.
Après quatre saisons à Wednesday, il s'engage pour Nottingham Forest dans un transfert d'un montant de 2,5 millions de £. Malgré un repositionnement au poste de milieu défensif, il continue à inscrire beaucoup de buts, notamment sur coups francs ou penalties, et termine meilleur buteur du club lors de la saison 2000-01. 
Lors d'un match de cette saison, Nottingham Forest expérimente une nouvelle tactique en 3-5-2 avec Bart-Williams jouant comme libéro, ce qui s'avère très concluant avec une victoire de Forest 5-0, ce qui amène Bart-Williams à jouer régulièrement dans une position plus défensive.
Malheureusement, en 2001, Nottingham Forest connaît des difficultés financières et doit se séparer de ses meilleurs joueurs. Ainsi, Bart-Williams quitte Forest après six saisons. Il refuse des offres de Southampton et de Birmingham City et s'engage avec Charlton Athletic, sous la forme d'un prêt avec option d'achat que Charlton lève pour l'engager de manière définitive. 
Après deux saisons à Charlton Athletic, il s'engage pour Ipswich Town, encore une fois sous la forme d'un prêt avec option d'achat qu'Ipswich lève pour l'engager de manière définitive. À la fin de la saison 2003-04, son contrat n'est pas renouvelé et Bart-Williams décide de quitter le football anglais pour découvrir le championnat chypriote, en s'engageant pour l'APOEL Nicosie puis le championnat maltais en s'engageant pour Marsaxlokk où il termine sa carrière.
Au cours de sa carrière, Bart-Williams connaît des sélections dans les équipes nationales de jeunes anglaises, recevant notamment 16 capes en Angleterre espoirs entre 1992 et 1996, ainsi qu'une cape en équipe d'Angleterre B en 1994. Il termine 3e de la Coupe du monde des moins de 20 ans 1993, disputant 6 matchs lors de cette compétition organisée en Australie.
Depuis la fin de sa carrière, il vit aux États-Unis et s'est reconverti dans l'encadrement technique, étant entraîneur adjoint de l'équipe féminine de SoccerPlus Connecticut (en) jouant en Women's Premier Soccer League et de l'équipe universitaire de la Quinnipiac University.

## Palmarès
- Nottingham Forest :
  - Champion de D2 anglaise en 1997-98

- Sheffield Wednesday :
  - Finaliste de la FA Cup en 1993
  - Finaliste de la Coupe de la ligue en 1993

- Angleterre :
  - Troisième place à la Coupe du monde des moins de 20 ans en 1993